# باتنو-واران
باتنو-واران (به فرانسوی: Battenans-Varin) یک کمون (فرانسه) در فرانسه است که در دو (فرانسه) واقع شده‌است. باتنو-واران ۶٫۳۸ کیلومتر مربع مساحت دارد.